# ロードスター (自転車)

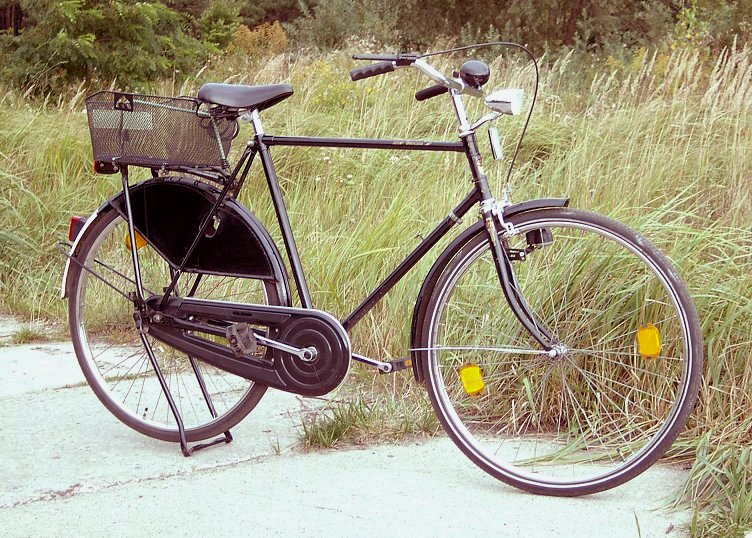
現代版ロードスター（オリジナルの英国式とは若干異なる）

ロードスター（Roadster）とはかつてイギリスにおいてよく見られた自転車の形式で現在では全世界にまで普及しており日本でも実用車、軽快車といった一般用自転車の原形となった。アメリカではイギリスの自転車であることと、上位グレードの内装3段変速機からEnglish 3 speedとも呼ばれ、「ロードスター」は現在では自転車の呼称として認識されることは少ない。英国式ロードスターと呼ばれることもある。イギリスでは主に1920年代から1970年代まで生産され、現在でも程度の良いものはヴィンテージものとして売買の対象とされている。ここでは「ロードスター」と呼び、主にイギリスのロードスターを説明する。

## 歴史
現代的な量産体制で作られた初めての自転車といわれ、イギリスはもとよりアメリカにも輸出された。自動車が高価だった当時においてイギリスの労働者階級の交通手段として用いられることが多く主にラレー（Raleigh Bicycle Company）やバーミンガム・スモール・アームズ（BSA）が大量生産し、他にも多くのメーカーが生産した。主に日常生活の使用に耐え得る頑丈さとメンテナンス性を重視して作られた。使用目的からして当然ではあるが重量、動力の効率性（スポーツとしての走行性能）はあまり考慮されてはいなかった。そのため1970年代にアメリカから自転車ブームが起こると先進国で流通する自転車の中心が競技用自転車をベースにしたものとなり、その後のモータリゼーションで徐々に市場から消えていった。
現在のヨーロッパで自転車の利用の多いオランダ、ドイツの都市部などで見られる程度で、ロードスターはほとんど絶えてしまっている。イギリスのパシュレイ（Pashley）などが現在でもロードスターを販売しているが、完全に車社会へと切り替わった本国イギリスでも自転車の主流は圧倒的に流通台数の多いマウンテンバイクやクロスバイクが取って代わった。しかし発展途上国ではいまも日常で使用されるタイプの自転車である。全世界で使われている自転車の基本形は、このタイプの自転車にあると言っても過言ではない。

## 特徴

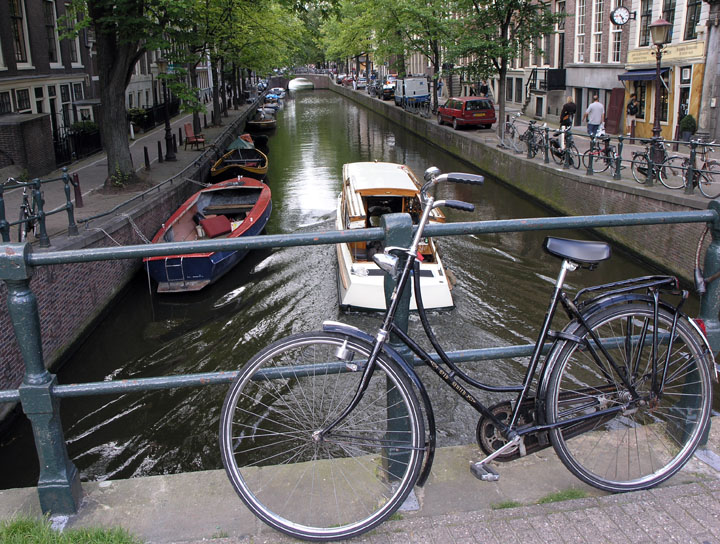
オランダのオーマフィーツ（オールド・フェイスフル型）

### フレーム
フレーム構造はローバーより出された安全型自転車の流れを汲んだ古典的なダイヤモンドフレームだが長年にわたって生産されたので、初期と後期では設計が若干異なる。初期のロードスターは安全型自転車の流れを汲み、重厚なスチール管でラグつきフレームが組まれた。現在のスポーツ車と比べてホイールベースが長く、またフォーク角とシートチューブ角は現在のスポーツ車が通常73 - 75度であるのに対して68度以下とゆったりしている。このフレームの特性と大きく広がったハンドル（「アップライトハンドル」または「ノースロードバー」）と合わせて楽な姿勢で舗装路、泥道、石畳などのあらゆる状況下の道路で乗ることができた。しかし後期になっていくとフレームの重量は軽くなっていき、現代のスポーツ自転車とあまり変わらない設計で良質の素材を使ったフレームのもの（ラレーの「Superbe」など）も登場した（後述の「スポーツ」「クラブ」）。
女性が乗りやすいよう、ステップスルー型のフレームのものもあり、区別して「オールド・フェイスフル（Old Faithful）」と呼ばれることもある。この派生型は後に日本では女性用自転車の原形の一つとなった。オランダでは、このような自転車を「おばあちゃんの自転車」を意味するオーマフィーツ（Omafiets）と愛称されることが多い。
またEnglish 3 speedには、ロードスターの他「スポーツ」「クラブ」という、ロードスターよりスポーティな形態も含めることがある（ロードスターが実用車寄りであるのに対して、スポーツは（字義通りの意味での）軽快車寄りである。ラレーには「スポーツ」というモデルがある。スポーツにもスタッガード型がある）。アメリカには（重い自転車には関税が多くかけられた、といった事情もあり）スポーツのほうが多く輸入された。

### 装備
ホイールは26インチまたは28インチ規格が一般的である。日常の使い勝手が優先されるために初期においてはクランク全体を覆うチェーンガード、どろよけは標準装備である。チェーンガードは初期のものはクランク、チェーン全体を覆い被せる大きく重いものだったが後期になるとクランク、チェーンの上方のみを覆うだけの簡単なものとなった。またダイナモ、ライトなどの夜間走行用の装置もついていることが多い。
クランクは鉄製で、固定方式は昔の標準であったコッタード方式である。変速は無し（シングルスピード）かスターメーアーチャーの内装3段変速機（AW-3）が使われた。現代版ロードスターではシマノの内装7段など、より先進的な内装変速機を採用しているものもある。
ブレーキは初期には前輪はロッド式のリムブレーキ、時代が下るとシングルピボットのキャリパーブレーキになった。後輪のブレーキは初期ではドラムブレーキ、後期になると前輪と同じくキャリパーブレーキとなった。サドルはバネつきの革サドルが多く、ブルックス・イングランドが多用された。